# Roman Ghirshman

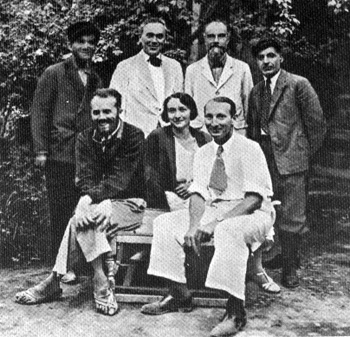
Roman Girshman mit seinem Team 1934 in Tappe Sialk (Iran). Sitzend von rechts nach links: Roman Ghirshman, Tania Ghirshman und Georges Contenau.

Roman Ghirshman (ursprünglich russisch Роман Михайлович Гиршман Roman Michailowitsch Girschman) (* 3. Oktober 1895 in Charkow; † 5. September 1979 in Budapest) war ein französischer Archäologe ukrainischer Herkunft. Er gehörte zu den Pionieren archäologischer Forschungen in Iran, wo er fast dreißig Jahre seines Lebens verbrachte. Zu seinen bedeutendsten Leistungen gehört die Rekonstruktion der Geschichte der Stadt Susa bis ins 13. Jahrhundert n. Chr. (ca. fünftausend Jahre).

## Leben
Im Alter von 22 Jahren zog der aus wohlhabenden Verhältnissen stammende Ukrainer und Konterrevolutionär nach Paris, wo er Archäologie und alte Sprachen studierte. Ihn interessierten vor allem die archäologischen Ruinen Irans, wie Tappe Giyan (bei Nahavand, Hamadan), Tappe Sialk (zwei von Ghirshman 1933 bis 1937 untersuchte Siedlungshügel am Westrand des mitteliranischen Wüstengebietes), Begram (in Afghanistan), Bischapur und Susa.
Als Leiter der archäologischen Mission, die vom Louvre in den Iran entsandt worden war, gehörte Roman Ghirshman in den 1930er Jahren zu den ersten, die Tappe Sialk freilegten. Seine Studien zu Tschogha Zanbil wurden in vier Bänden herausgegeben. Er leitete ebenfalls Arbeiten auf der Insel Charg, Iwan-e Karche und den parthischen Plattformen in Masdsched-e Soleiman nahe Izeh in Chuzestan.
Mit 300 Aufsätzen und 20 Büchern gehört Roman Ghirshman zu den produktivsten und anerkanntesten Experten zum Thema des Antiken Iran. Einige seiner Arbeiten zu Susa wurden bisher noch nicht veröffentlicht, halfen jedoch weiteren Archäologen wie Hermann Gasche in ihren Nachfolgestudien in den 1960er und 1970er Jahren.
1965 wurde er Mitglied der Académie des Inscriptions et Belles-Lettres. 1972 wurde er zum korrespondierenden Mitglied der British Academy gewählt.

## Veröffentlichungen (Auswahl)
- 1935: mit Georges Contenau: Fouilles du Tépé-Giyan près de Néhavend, 1931 et 1932. Paris.
- 1938–1939: Fouilles de Sialk près de Kashan, 1933, 1934, 1937. 2 Bände. Librairie Orientaliste Paul Geuthner, Paris (= Musée du Louvre. Département des antiquités orientales. Serie archéologique. Band 4–5).
- 1951: L’Iran des origines à l’Islam. Payot, Paris.
  - 1954: in englischer Sprache: Iran, from the earliest times to the Islamic conquest. Penguin Books, Harmondsworth; Neudrucke 1961 und 1978.
- 1953: Notes iraniennes V. Scènes de banquet sur l’argenterie sassanide. In: Artibus Asiae. Band 16, S. 51–76.
- 1954: Suse: Village Perse-Achéménide (= Mémoires de la Délégation en Perse. Band 36). Paris
- 1955: Notes iraniennes VI. Un coup sassanide à scène de chasse. In: Artibus Asiae. Band 18, S. 5–19.
- 1957: Argenterie d’un seigneur sassanide. In: Ars Orientalis. Band 2, S. 77–82.
- 1962: Iran. Parthes et sassanides. Paris; deutsch: Iran – Parther und Sasaniden (= Universum der Kunst. Band 3). München.
- 1962: Notes iraniennes XI. Le rhyton en Iran. In: Artibus Asiae. Band 25, S. 57–80.
- 1964: Iran. München 1964.
- 1970: Le Pazuzu et les fibules du Luristan. Impr. Catholique, Beyrouth.
- 1971: mit Wladimir Fjodorowitsch Minorski und R. Sanghvi: Persia, the immortal kingdom.
- 1976: Terrasses sacrées de Bard-é Néchandeh et Masjid-i-Saleiman (= Mémoires de la Délégation Archéologique en Iran. Band 45). Paris.
- 1976: L’Iran des origines à l’islam. nouvelle édition révisée et mise à jour, Paris.
- 1977: L’Iran et la migration des Indo-Aryens et des Iraniens. Leiden.
- 1979: La Tombe princière de Ziwiye et le début de l’art animalier scythe., Société iranienne pour la Conservation du Patrimoine, Paris.